# Ácido fluorobórico
El ácido fluorobórico es un compuesto inorgánico de fórmula HBF4. Es el ácido conjugado de tetrafluoroborato. Está disponible comercialmente como una solución en agua y otros disolventes tales como el éter dietílico. Con una fuerza comparable a la del ácido nítrico, el ácido fluorobórico es un ácido fuerte con una débilmente coordinada base conjugada no oxidante.

## Síntesis
El ácido fluorobórico puro nunca se ha sintetizado, pero soluciones acuosas de HBF4 se puede producir mediante la disolución de ácido bórico en una solución acuosa de ácido fluorhídrico a 20-25 °C. Tres equivalentes del HF reaccionar para dar el intermedio de trifluoruro de boro y el cuarto da ácido fluorobórico.
B(OH)3  +  4 HF  →  H3O+  +  BF4−  +  2 H2O
Las soluciones acuosas de ácido fluorobórico también se pueden preparar por tratamiento de impuro ácido hexafluorosilícico con ácido bórico sólido seguido de eliminación del precipitado de dióxido de silicio. Las soluciones anhidras se pueden preparar por tratamiento con anhídrido acético.

### Sales
El ácido fluorobórico es el principal precursor de sales de fluoroborato, que se preparan típicamente mediante reacciones ácido-base. Las sales inorgánicas son compuestos intermedios en la fabricación de materiales retardantes de llama y fritas de vidrio, y en la generación electrolítica de boro. El HBF4 también se usa en el grabado de aluminio y el decapado con ácido.

## Aplicaciones
Aplicaciones del Ácido Fluorobórico

### Química orgánica
El HBF4 se utiliza como catalizador para alquilaciones y polimerizaciones. En reacciones de protección de hidratos de carbono, el ácido fluorobórico etéreo es un catalizador eficaz y rentable para las reacciones de transacetalación e isopropilidenación. Las soluciones de acetonitrilo escinde acetales y algunos éteres, mientras el ácido fluorobórico remueve grupos terc-butoxicarbonilo.

### Células galvánicas
La disolución acuosa de HBF4 se utiliza como electrolito sistemas de sensores de oxígeno en la células galvánicas, que consisten en un ánodo, un cátodo, y una membrana permeable al oxígeno. La solución de HBF4 es capaz de disolver el óxido de plomo (II) del ánodo en forma de tetrafluoroborato de plomo, dejando el resto del sistema sin cambios.

### Chapado de metal
Una mezcla de CrO3, HBF4, y ácido sulfónico en conjunción con un tratamiento de cátodo da acero estañado. Mezclas de fluoroborato de estaño (I) / ácido fluorobórico y reactivos orgánicos se utilizan como electrolito en el tratamiento del cátodo en el proceso de estañado. Procesos similares de electrodeposición y decapado electrolítico se utilizan para obtener aleaciones metálicas específicas.